# Les Guignols de l’info
Les Guignols de l’info, także Les Guignols – francuski program telewizyjny, w którym główną rolę odgrywają satyryczne marionetki. Nadawany przez stację Canal+, program istnieje od 1988 roku. W formie dziennika telewizyjnego przedstawiany jest karykaturalny obraz społeczeństwa francuskiego, aktualnych wydarzeń, świata polityki, mediów czy też znanych osobistości.
Pomysłodawcą audycji był Alain de Greef, który pragnął stworzyć francuski odpowiednik znanego angielskiego programu satyrycznego Spitting Image (w Polsce za podobny program uznawane jest Polskie Zoo). Ostatecznie, audycja powstała pod nazwą Les Arènes de l’info i pomimo ciężkich początków i restrukturyzacji, program w 1991 roku zyskał znaczną popularność wśród francuskich telewidzów.
Les Guignols de l’info wywarł znaczący wpływ na francuską kulturę popularną: często powtarzane cytaty i stereotypy marionetek sprawiły, że niekiedy cechy karykatur stały się popularniejsze niż ich prawdziwe odpowiedniki.

## Forma
W formie 7-minutowego dziennika telewizyjnego, program przedstawia lateksowe marionetki – karykatury osobistości medialnych, politycznych czy też sportowych, aby w przejaskrawiony sposób dyskutować o współczesnych wydarzeniach. Prowadzącym program jest PPD (karykatura jednej z najbardziej znanych we Francji osobistości telewizyjnych – Patricka Poivre’a d’Arvora, znanego powszechnie jako PPDA), który przedstawia różnorodne tematy i przeprowadza wywiady z innymi marionetkami.

## Realizacja
Program Les Guignols de l’info realizowany jest w studiu o łącznej powierzchni 3000 m², nad jego produkcją pracuje ponad 300 osób, a jego roczny budżet wynosi około 15 milionów euro.
Każdego ranka zespół przegląda codzienną prasę w poszukiwaniu najważniejszych informacji dnia, które następnie wykorzystują jako tematy kolejnego odcinka programu. Koncepcja ta pozwala widzom na błyskawiczne zrozumienie faktów do których nawiązują skecze. Do południa, przygotowany jest już pierwszy szkic odcinka, który następnie jest dopracowywany do godziny 17. W tym samym czasie, pracownicy zajmujący się tworzeniem marionetek, których warsztaty zajmują 80% budynku, otrzymują pierwsze instrukcje i zaczynają swoją pracę. Następnie do godziny 19.55, marionetkarze oraz imitatorzy głosu marionetek przeprowadzają pierwsze, a zarazem jedyne próby. O godzinie 19.55, na żywo, rozpoczyna się emisja jednego z najbardziej popularnych programów satyrycznych we Francji.

## Znane postacie
- PPD – prezenter programu, dość nieśmiały w przypadku drażliwych pytań, który nie waha się przerwać rozmówcom słowa gdy coś mu przeszkadza, lub kwalifikować usprawiedliwienia polityków jako „n'importe quoi...” czyli „byle co...”. W swoich wywiadach zawsze stara się być jak najbardziej rzetelny, mimo że nie zawsze w pełni rozumie swoich gości.
- François Mitterrand – przedstawiany był jako sędziwy, kłótliwy i pretensjonalny staruszek.
- Jacques Chirac – przedstawiony jako typowy, przeciętny Francuz, który ubrany w sweter i kapcie, lubi cały dzień spędzać przed telewizorem. Do tego stopnia zapatrzony w swojego idola – generała Charles’a de Gaulle’a, że modlitwę „Ojcze nasz...” rozpoczynał od słów – „Generale nasz...”.
- Nicolas Sarkozy – od czasu elekcji na prezydenta Francji, by uniknąć drażliwych tematów, mówi tylko o swoim związku z Carlą Bruni, którą uważa za najpiękniejszą kobietą na świecie. Twierdzi iż jest bardziej wpływowym politykiem niż Baracka Obamy i że to jemu należy zawdzięczać fakt, iż kryzys finansowy ominął Francję.
- François Fillon – w 2007 roku, przedstawiany był jako postać bardzo pewna swych kompetencji, by następnie stać się pesymistą głoszącym przy każdej okazji bankructwo oraz śmierć.

## Kontrowersje
Ze względu na swoją formę, program często wzbudzał wiele kontrowersji i był krytykowany między innymi za lewicowe i populistyczne poglądy, za przedstawianie cynicznego i uproszczonego obrazu aktualności i polityków. Oskarżany był również o anty-amerykańskie poglądy oraz za przedstawianie Osamy Bin Ladena w dobrym świetle.